# Vastagcsőrű virágjáró
A vastagcsőrű virágjáró (Dicaeum agile) a madarak osztályának verébalakúak (Passeriformes) rendjébe és a virágjárófélék (Dicaeidae) családjába tartozó faj.

## Rendszerezése
A fajt Samuel Tickell brit katonatiszt, művész, nyelvész és ornitológus írta le 1833-ban, a Fringilla nembe Fringilla Agilis néven. Egyes szervezetek a Pachyglossa nembe sorolják Pachyglossa agilis néven, áthelyezését, még nem fogadták el.

## Alfajai
- Dicaeum agile agile (Tickell, 1833)
- Dicaeum agile atjehense Delacour, 1946
- Dicaeum agile finschi (M. E. G. Bartels, 1914)
- Dicaeum agile modestum (Hume, 1875)
- Dicaeum agile obsoletum (S. Muller, 1843)
- Dicaeum agile remotum (Robinson & Kloss, 1915)
- Dicaeum agile tinctum (Mayr, 1944)
- Dicaeum agile zeylonicum (Whistler, 1944)[1]

## Előfordulása
Banglades, India, Indonézia, Kambodzsa, Kelet-Timor, Laosz, Malajzia, Mianmar, Nepál, Pakisztán, Szingapúr, Srí Lanka, Thaiföld és Vietnám területén honos. Természetes élőhelyei a szubtrópusi és trópusi síkvidéki és hegyi esőerdők, száraz erdők és cserjések, valamint ültetvények. Állandó, nem vonuló faj.

## Megjelenése
Testhossza 11 centiméter.

## Természetvédelmi helyzete
Az elterjedési területe rendkívül nagy, egyedszáma pedig stabil. A Természetvédelmi Világszövetség Vörös listáján nem fenyegetett fajként szerepel.